# Секретные минералы
Секре́тные минера́лы — группа минералов, о которых запрещается публиковать те или иные сведения в открытой печати некоторых стран.
Например, в 1976 году в СССР секретными считались 43 минеральных вида ввиду присутствия в них бериллия, лития, тория и урана как основных составляющих. Запрещалось публиковать сведения о наличии таких минералов в месторождениях, если содержание минералов в рудах превосходило 0,05 % по бериллию, 0,1 % по литию, 0,01 % по торию и 0,001 % по урану. В 1987 году из Перечня сведений, запрещённых к опубликованию, список конкретных минералов был удалён.

## Список минералов
Список секретных минералов СССР, 1976 года:
- Аутенит (аутунит, отэнит)
- Берилл
- Бертрандит
- β-Уранотил
- Браннерит
- Гебронит
- Гельвин, геитгельвин
- Гидронастуран
- Давидит (ураносодержащий ильменит)
- Даналит
- Ильменит ураносодержащий (давидит)
- Карнотит
- Коффинит
- Ламбертит (уранотил)
- Метаторбернит
- Метатюямунит
- Метацейнерит
- Монацит
- Настуран (урановая смолка, смоляная урановая руда, урановая смоляная обманка)
- Ненадкевит
- Отэнит (аутенит, аутунит)
- Смоляная урановая руда (настуран)
- Сподумен (трифан)
- Торбернит (хальколит, уранофиллит)
- Торианит
- Торит
- Трифан (сподумен)
- Тюямунит
- Уранинит
- Урановая смолка (смоляная, тяжелая, чёрная), урановая смоляная руда, урановая смоляная обманка, настуран
- Урановая чернь (остаточная, регенерированная) — продукт разрушения уранинита и настурана
- Урановые слюдки (группа минералов — фосфаты, арсенаты, ванадаты урана)
- Уранотил (ламбертит, уранофан), руранотил
- Ураноторианит
- Ураноторит
- Уранофан (уранотил)
- Уранофиллит (торбернит)
- Фенакит
- Ферриторит (ферроторит)
- Ферриураноторит
- Хальколит (торбернит)
- Хризоберилл
- Цейнерит